# Nina Gawriluk
Nina Wasiljewna Gawriluk (ros. Нина Васильевна Гаврылюк, ur. 13 kwietnia 1965 w Leningradzie) – radziecka i rosyjska biegaczka narciarska, czterokrotna medalistka olimpijska oraz jedenastokrotna medalistka mistrzostw świata.

## Kariera
Jej olimpijskim debiutem były igrzyska w Calgary rozegrane w 1988 r. Zdobyła tam swój pierwszy medal zajmując wraz ze Swietłaną Nagiejkiną, Tamarą Tichonową i Anfisą Riezcową pierwsze miejsce w sztafecie 4 × 5 km. Igrzyska olimpijskie w Lillehammer były najlepszymi w jej karierze. Zdobyła tam kolejne złoto w sztafecie oraz brązowy medal w biegu na 15 km techniką dowolną, wyprzedziły ją tylko zwyciężczyni Manuela Di Centa z Włoch i druga na mecie Lubow Jegorowa z Rosji. Podczas igrzysk w Nagano zdobyła swój trzeci z rzędu złoty medal w sztafecie. Indywidualnie także była blisko medalu w biegu na 5 km techniką klasyczną, przegrała jednak o 0.9 s brązowy medal z Norweżką Bente Martinsen i zajęła 4. miejsce. Startowała także na igrzyskach olimpijskich w Salt Lake City w 2002 r. W swoim najlepszym starcie, w biegu łączonym na 10 km, zajęła 5. miejsce.
W 1987 r. zadebiutowała na mistrzostwach świata startując w mistrzostwach w Oberstdorfie zdobywając złoty medal w sztafecie. Na mistrzostwach świata w Lahti w 1989 r. zajęła 5. miejsce w biegu na 10 km techniką dowolną. Na mistrzostwach świata w Falun w 1993 r. zdobyła swój pierwszy medal zajmując wspólnie z Jeleną Välbe, Łarisą Łazutiną i Lubow Jegorową pierwsze miejsce w sztafecie 4 × 5 km. Jej najlepszym indywidualnym wynikiem na tych mistrzostwach było 7. miejsce w biegu pościgowym. Mistrzostwa świata w Thunder Bay były najlepszymi w jej karierze. Zdobyła srebrne medale w biegu pościgowym oraz biegu na 5 km techniką klasyczną, w obu przypadkach najlepsza okazała się jej rodaczka Łarisa Łazutina. Ponadto wraz z Olgą Daniłową, Łarisą Łazutiną i Jeleną Välbe zdobyła kolejny złoty medal w sztafecie. Na mistrzostwach świata w Trondheim uczestniczyła w rosyjskiej sztafecie, która po raz kolejny wywalczyła złoty medal, a w biegu pościgowym Gawriluk zdobyła brązowy medal. Z mistrzostw świata w Ramsau przywiozła złoty medal w sztafecie oraz srebrny w biegu pościgowym, który wygrała Włoszka Stefania Belmondo. Na mistrzostwach świata w Lahti w 2001 r. nie udało się jej wywalczyć medalu indywidualnie. Mimo to Rosjanki w sztafecie z Gawriluk w składzie ponownie okazały się najlepsze. Był to już szósty i zarazem piąty z rzędu złoty medal w sztafecie dla Gawriluk. Mistrzostwa świata w Val di Fiemme w 2003 r. były ostatnimi w jej karierze. Zdobyła tam brązowy medal w sztafecie, a w swoim najlepszym indywidualnym starcie, w biegu na 30 km techniką dowolną, zajęła 8. miejsce.
Najlepsze wyniki w Pucharze Świata osiągnęła w sezonie 1994/1995, kiedy w klasyfikacji generalnej zajęła 2. miejsce. W sezonie 1998/1999 była trzecia w klasyfikacji generalnej, a w sezonie 1996/1997 zajęła trzecie miejsce w klasyfikacji dystansów. Łącznie 35 razy stawała na podium zawodów Pucharu Świata, w tym 5 razy zwyciężała.

## Osiągnięcia

### Igrzyska olimpijskie
| Miejsce | Dzień     | Rok  | Miejscowość    | Konkurencja            | Czas biegu | Strata  | Zwyciężczyni     |
| ------- | --------- | ---- | -------------- | ---------------------- | ---------- | ------- | ---------------- |
| DSQ     | 25 lutego | 1988 | Calgary        | 20 km stylem dowolnym  | 55:33,6    | +2:53,3 | Tamara Tichonowa |
| 1.      | 21 lutego | 1988 | Calgary        | Sztafeta 4 × 5 km      | 59:51,1    | -       | -                |
| 3.      | 13 lutego | 1994 | Lillehammer    | 15 km stylem dowolnym  | 39:44,5    | +25,9   | Manuela Di Centa |
| 11.     | 15 lutego | 1994 | Lillehammer    | 5 km stylem klasycznym | 14:08,8    | +52,8   | Lubow Jegorowa   |
| 5.      | 17 lutego | 1994 | Lillehammer    | 5+10 km pościgowy      | 41:38,9    | +58,6   | Lubow Jegorowa   |
| 1.      | 21 lutego | 1994 | Lillehammer    | Sztafeta 4 × 5 km      | 57:12,5    | -       | -                |
| 4.      | 10 lutego | 1998 | Nagano         | 5 km stylem klasycznym | 17:37,9    | +12,4   | Łarisa Łazutina  |
| 7.      | 12 lutego | 1998 | Nagano         | 5+10 km pościgowy      | 46:06,9    | +42,4   | Łarisa Łazutina  |
| 1.      | 15 lutego | 1998 | Nagano         | Sztafeta 4 × 5 km      | 55:13,5    | -       | -                |
| 5.      | 15 lutego | 2002 | Salt Lake City | 10 km łączony          | 25:09,9    | +3,6    | Beckie Scott     |
| 20.     | 19 lutego | 2002 | Salt Lake City | Sprint stylem dowolnym | 3:10,6     | -       | Julija Czepałowa |
| DNS     | 21 lutego | 2002 | Salt Lake City | Sztafeta 4 × 5 km      | 49:30,6    | -       | Niemcy           |

### Mistrzostwa świata
| Miejsce | Dzień     | Rok  | Miejscowość   | Konkurencja             | Czas biegu | Strata  | Zwyciężczyni                   |
| ------- | --------- | ---- | ------------- | ----------------------- | ---------- | ------- | ------------------------------ |
| 1.      | 18 lutego | 1987 | Oberstdorf    | Sztafeta 4 × 5 km       | 58:08,8    | -       | -                              |
| 5.      | 19 lutego | 1989 | Lahti         | 10 km stylem dowolnym   | 27:04,5    | +1:13,5 | Jelena Välbe                   |
| 15.     | 21 lutego | 1993 | Falun         | 5 km stylem klasycznym  | 14:07,6    | +33,7   | Łarisa Łazutina                |
| 7.      | 23 lutego | 1993 | Falun         | 5+10 km pościgowy       | 40:19,0    | +1:02,4 | Stefania Belmondo              |
| 1.      | 25 lutego | 1993 | Falun         | Sztafeta 4 × 5 km       | 54:15,7    | -       | -                              |
| 8.      | 27 lutego | 1993 | Falun         | 30 km stylem dowolnym   | 1:22:41,3  | +4:14,0 | Stefania Belmondo              |
| 6.      | 10 marca  | 1995 | Thunder Bay   | 15 km stylem klasycznym | 41:27,5    | +1:45,6 | Łarisa Łazutina                |
| 2.      | 12 marca  | 1995 | Thunder Bay   | 5 km stylem klasycznym  | 15:23,7    | +23,4   | Łarisa Łazutina                |
| 2.      | 14 marca  | 1995 | Thunder Bay   | 5+10 km pościgowy       | 43:19,6    | +25,7   | Łarisa Łazutina                |
| 1.      | 16 marca  | 1995 | Thunder Bay   | Sztafeta 4 × 5 km       | 53:47,6    | -       | -                              |
| 6.      | 18 marca  | 1995 | Thunder Bay   | 30 km stylem dowolnym   | 1:16:27,3  | +1:33,9 | Jelena Välbe                   |
| 5.      | 21 lutego | 1997 | Trondheim     | 15 km stylem dowolnym   | 36:28,2    | +51,3   | Jelena Välbe                   |
| 4.      | 23 lutego | 1997 | Trondheim     | 5 km stylem klasycznym  | 13:32,7    | +18,1   | Jelena Välbe                   |
| 3.      | 24 lutego | 1997 | Trondheim     | 5+10 km pościgowy       | 39:13,5    | +18,6   | Stefania Belmondo Jelena Välbe |
| 1.      | 27 lutego | 1997 | Trondheim     | Sztafeta 4 × 5 km       | 56:40,2    | -       | -                              |
| 13.     | 23 lutego | 1997 | Trondheim     | 30 km stylem klasycznym | 13:32,7    | +4:49,8 | Jelena Välbe                   |
| 7.      | 19 lutego | 1999 | Ramsau        | 15 km stylem dowolnym   | 38:49,0    | +2:12,5 | Stefania Belmondo              |
| 5.      | 22 lutego | 1999 | Ramsau        | 5 km stylem klasycznym  | 12:49,8    | +29,4   | Bente Skari                    |
| 2.      | 23 lutego | 1999 | Ramsau        | 5+10 km pościgowy       | 42:27,9    | +25,9   | Stefania Belmondo              |
| 1.      | 25 lutego | 1999 | Ramsau        | Sztafeta 4 × 5 km       | 53:05,9    | -       | -                              |
| 8.      | 18 lutego | 2001 | Lahti         | 10 km łączony           | 28:06,1    | +36,7   | Virpi Kuitunen                 |
| 5.      | 21 lutego | 2001 | Lahti         | Sprint stylem dowolnym  | 3:41,5     | -       | Pirjo Manninen                 |
| 1.      | 23 lutego | 2001 | Lahti         | Sztafeta 4 × 5 km       | 53.01,6    | -       | -                              |
| 12.     | 22 lutego | 2003 | Val di Fiemme | 10 km łączony           | 26:38,4    | +18,2   | Kristina Šmigun                |
| 3.      | 24 lutego | 2003 | Val di Fiemme | Sztafeta 4 × 5 km       | 50:54,7    | +1:11,6 | Niemcy                         |
| 8.      | 28 lutego | 2003 | Val di Fiemme | 30 km stylem dowolnym   | 1:14:29,8  | +2:33,8 | Olga Zawjałowa                 |

### Puchar Świata

#### Miejsca w klasyfikacji generalnej
- sezon 1986/1987: 28.
- sezon 1987/1988: 36.
- sezon 1991/1992: 18.
- sezon 1992/1993: 11.
- sezon 1993/1994: 8.
- sezon 1994/1995: 2.
- sezon 1995/1996: 4.
- sezon 1996/1997: 4.
- sezon 1997/1998: 11.
- sezon 1998/1999: 3.
- sezon 1999/2000: 5.
- sezon 2000/2001: 8.
- sezon 2001/2002: 13.
- sezon 2002/2003: 18.

#### Zwycięstwa w zawodach
| Nr | Dzień      | Rok  | Miejscowość      | Konkurencja              | Czas biegu    |
| -- | ---------- | ---- | ---------------- | ------------------------ | ------------- |
| 1. | 20 grudnia | 1994 | Sappada          | 5 km stylem dowolnym     | 13:55.1 min   |
| 2. | 4 lutego   | 1995 | Falun            | 10 km stylem klasycznym  | 27:22.9 min   |
| 3. | 16 marca   | 1996 | Oslo             | 30 km stylem klasycznym  | 1:29:49.3 min |
| 4. | 14 lutego  | 1999 | Seefeld in Tirol | 5 km stylem dowolnym     | 14:05.8 min   |
| 5. | 27 grudnia | 1999 | Engelberg        | Sprint stylem klasycznym | –             |

#### Miejsca na podium
| Nr  | Dzień        | Rok  | Miejscowość      | Konkurencja              | Czas biegu    | Strata      | Miejsce | Zwycięzca           |
| --- | ------------ | ---- | ---------------- | ------------------------ | ------------- | ----------- | ------- | ------------------- |
| 1.  | 13 lutego    | 1994 | Lillehammer      | 15 km stylem dowolnym    | 39:44.5 min   | +1:25.9 min | 3       | Manuela Di Centa    |
| 2.  | 27 listopada | 1994 | Kiruna           | 5 km stylem klasycznym   | 15:08.1 min   | +15.4 s     | 2       | Jelena Välbe        |
| 3.  | 14 grudnia   | 1994 | Tauplitzalm      | 10 km stylem klasycznym  | 31:09.2 min   | +34.6 s     | 2       | Jelena Välbe        |
| 4.  | 17 grudnia   | 1994 | Sappada          | 15 km stylem dowolnym    | 40:43.1 min   | +48.8 s     | 3       | Jelena Välbe        |
| 5.  | 20 grudnia   | 1994 | Sappada          | 5 km stylem dowolnym     | 13:55.1 min   | -           | 1       | -                   |
| 6.  | 7 stycznia   | 1995 | Östersund        | 30 km stylem dowolnym    | 1:21:44.6 h   | +1:16.2 min | 3       | Jelena Välbe        |
| 7.  | 14 stycznia  | 1995 | Nové Město       | 15 km stylem klasycznym  | 42:51.7 min   | +20.5 s     | 3       | Jelena Välbe        |
| 8.  | 4 lutego     | 1995 | Falun            | 10 km stylem klasycznym  | 27:22.9 min   | -           | 1       | -                   |
| 9.  | 5 lutego     | 1995 | Falun            | 10 km stylem dowolnym    | 53:39.7 min   | +0.8 s      | 2       | Jelena Välbe        |
| 10. | 12 marca     | 1995 | Thunder Bay      | 5 km stylem klasycznym   | 15:23.7 min   | +23.4 s     | 2       | Łarisa Łazutina     |
| 11. | 14 marca     | 1995 | Thunder Bay      | 5+10 km pościgowy        | 43:19.6 min   | +25.7 s     | 2       | Łarisa Łazutina     |
| 12. | 25 marca     | 1995 | Sapporo          | 15 km stylem dowolnym    | 45:09.4 min   | +32.1 s     | 3       | Jelena Välbe        |
| 13. | 13 grudnia   | 1995 | Brusson          | 10 km stylem dowolnym    | 41:47.8 min   | +17.7 s     | 3       | Jelena Välbe        |
| 14. | 17 grudnia   | 1995 | Santa Caterina   | 10 km stylem klasycznym  | 30:18.3 min   | +10.3 s     | 3       | Łarisa Łazutina     |
| 15. | 25 lutego    | 1996 | Trondheim        | 10 km stylem dowolnym    | 41:19.6 min   | +28.0 s     | 3       | Manuela Di Centa    |
| 16. | 2 marca      | 1996 | Lahti            | 10 km stylem dowolnym    | 27:38.1 min   | +33.9 s     | 3       | Manuela Di Centa    |
| 17. | 9 marca      | 1996 | Falun            | 15 km stylem dowolnym    | 38:17.7 min   | +57.4 s     | 3       | Manuela Di Centa    |
| 18. | 16 marca     | 1996 | Oslo             | 30 km stylem klasycznym  | 1:29:49.3 min | -           | 1       | -                   |
| 19. | 23 listopada | 1996 | Kiruna           | 5 km stylem dowolnym     | 14:31.4 min   | +10.8 s     | 3       | Jelena Välbe        |
| 20. | 7 grudnia    | 1996 | Davos            | 10 km stylem klasycznym  | 29:06.0 min   | +15.0 s     | 3       | Stefania Belmondo   |
| 21. | 14 grudnia   | 1996 | Brusson          | 15 km stylem dowolnym    | 40:10.7 min   | +42.3 s     | 3       | Stefania Belmondo   |
| 22. | 24 lutego    | 1997 | Trondheim        | 5+10 km pościgowy        | 39:13.5 min   | +18.6 s     | 3       | Jelena Välbe        |
| 23. | 28 listopada | 1998 | Muonio           | 5 km stylem dowolnym     | 13:24.6 min   | +3.7 s      | 3       | Kateřina Neumannová |
| 24. | 12 grudnia   | 1998 | Dobbiaco         | 5 km stylem dowolnym     | 12:52.1min    | +14.0 s     | 3       | Kateřina Neumannová |
| 25. | 13 grudnia   | 1998 | Dobbiaco         | 10 km stylem klasycznym  | 41:50.7 min   | +24.4 s     | 2       | Bente Martinsen     |
| 26. | 12 stycznia  | 1999 | Nové Město       | 15 km stylem dowolnym    | 42:41.5 min   | +22.8 s     | 3       | Kristina Šmigun     |
| 27. | 14 lutego    | 1999 | Seefeld in Tirol | 5 km stylem dowolnym     | 14:05.8 min   | -           | 1       | -                   |
| 28. | 23 lutego    | 1999 | Ramsau           | 5+10 km pościgowy        | 42:27.9 min   | +28.9 s     | 2       | Stefania Belmondo   |
| 29. | 12 grudnia   | 1999 | Sappada          | 7,5 km stylem dowolnym   | 32:12.7 min   | +1.0 s      | 2       | Łarisa Łazutina     |
| 30. | 27 grudnia   | 1999 | Engelberg        | Sprint stylem klasycznym | –             | -           | 1       | -                   |
| 31. | 8 stycznia   | 2000 | Moskwa           | 15 stylem dowolnym       | 43:50.4 min   | +14.6 s     | 3       | Kaisa Varis         |
| 32. | 2 lutego     | 2000 | Trondheim        | 5 km stylem dowolnym     | 13:01.5 min   | +12.8 s     | 2       | Stefania Belmondo   |
| 33. | 28 grudnia   | 2000 | Engelberg        | Sprint stylem klasycznym | -             | -           | 3       | Bente Martinsen     |
| 34. | 2 marca      | 2002 | Lahti            | 10 km stylem dowolnym    | 26:32.3 min   | +19.8 s     | 3       | Kristina Šmigun     |
| 35. | 9 marca      | 2002 | Falun            | 10 km łączony            | 29:07.5 min   | +31.4 s     | 2       | Stefania Belmondo   |